# Oranienbaum (Germania)
Oranienbaum è una frazione della città tedesca di Oranienbaum-Wörlitz. Vi si trova il Palazzo di Oranienbaum.